# 8 Hours of Bahrain 2020

Tor Bahrain International Circuit

8 Hours of Bahrain 2020 – długodystansowy wyścig samochodowy, który odbył się 14 listopada 2020 roku. Był on ósmą a zarazem ostatnią rundą sezonu 2019/2020 serii FIA World Endurance Championship. Wyścig ten był ostatnim dla klasy Le Mans Prototype 1 (LMP1).

## Harmonogram
| Dzień                  | Godzina | Sesja                             | Długość  |
| ---------------------- | ------- | --------------------------------- | -------- |
| Czwartek, 12 listopada | 18:00   | Pierwsza sesja treningowa         | 90 minut |
| Piątek, 13 listopada   | 9:00    | Druga sesja treningowa            | 90 minut |
| Piątek, 13 listopada   | 13:45   | Trzecia sesja treningowa          | 60 minut |
| Piątek, 13 listopada   | 18:00   | Kwalifikacje LMGTE Pro i LMGTE Am | 20 minut |
| Piątek, 13 listopada   | 18:30   | Kwalifikacje LMP1 i LMP2          | 20 minut |
| Sobota, 14 listopada   | 14:00   | Wyścig                            | 8 godzin |
| Źródło                 |         |                                   |          |

## Sesje treningowe
| Klasa          | Zespół                      | Samochód                 | Czas           | Okr.           |
| Sesja pierwsza | Sesja pierwsza              | Sesja pierwsza           | Sesja pierwsza | Sesja pierwsza |
| -------------- | --------------------------- | ------------------------ | -------------- | -------------- |
| LMP1           | #8 Toyota Gazoo Racing      | Toyota TS050 Hybrid      | 1:43,457       | 36             |
| LMP2           | #29 Racing Team Nederland   | Oreca 07                 | 1:47,955       | 40             |
| LMGTE Pro      | #97 Aston Martin Racing     | Aston Martin Vantage AMR | 1:56,560       | 38             |
| LMGTE Am       | #98 Aston Martin Racing     | Aston Martin Vantage AMR | 1:57,666       | 36             |
| Sesja druga    |                             |                          |                |                |
| LMP1           | #7 Toyota Gazoo Racing      | Toyota TS050 Hybrid      | 1:42,857       | 40             |
| LMP2           | #29 Racing Team Nederland   | Oreca 07                 | 1:48,601       | 38             |
| LMGTE Pro      | #71 AF Corse                | Ferrari 488 GTE Evo      | 1:57,193       | 34             |
| LMGTE Am       | #88 Dempsey - Proton Racing | Porsche 911 RSR          | 1:57,773       | 40             |
| Sesja trzecia  |                             |                          |                |                |
| LMP1           | #8 Toyota Gazoo Racing      | Toyota TS050 Hybrid      | 1:43,557       | 32             |
| LMP2           | #37 Jackie Chan DC Racing   | Oreca 07                 | 1:48,598       | 28             |
| LMGTE Pro      | #92 Porsche GT Team         | Porsche 911 RSR-19       | 1:56,790       | 22             |
| LMGTE Am       | #98 Aston Martin Racing     | Aston Martin Vantage AMR | 1:57,947       | 25             |

## Kwalifikacje
Pole position w każdej kategorii oznaczone jest pogrubieniem.
| Poz.   | Klasa     | Zespół                      | Średnia  | Strata  | Poz. s. |
| ------ | --------- | --------------------------- | -------- | ------- | ------- |
| 1      | LMP1      | #7 Toyota Gazoo Racing      | 1:40,747 | —       | 1       |
| 2      | LMP1      | #8 Toyota Gazoo Racing      | 1:41,498 | +0,751  | 2       |
| 3      | LMP2      | #22 United Autosports       | 1:47,060 | +6,313  | 3       |
| 4      | LMP2      | #37 Jackie Chan DC Racing   | 1:48,238 | +7,491  | 4       |
| 5      | LMP2      | #36 Signatech Alpine ELF    | 1:48,470 | +7,723  | 5       |
| 6      | LMP2      | #38 JOTA                    | 1:48,901 | +8,154  | 6       |
| 7      | LMP2      | #29 Racing Team Nederland   | 1:50,339 | +9,592  | 7       |
| 8      | LMP2      | #47 Cetilar Racing          | 1:51,079 | +10,332 | 8       |
| 9      | LMGTE Pro | #92 Porsche GT Team         | 1:56,505 | +15,758 | 9       |
| 10     | LMGTE Pro | #95 Aston Martin Racing     | 1:56,521 | +15,774 | 10      |
| 11     | LMGTE Pro | #51 AF Corse                | 1:56,706 | +15,959 | 11      |
| 12     | LMGTE Pro | #91 Porsche GT Team         | 1:57,124 | +16,377 | 12      |
| 13     | LMGTE Pro | #71 AF Corse                | 1:57,217 | +16,470 | 13      |
| 14     | LMGTE Pro | #97 Aston Martin Racing     | 1:57,376 | +16,629 | 14      |
| 15     | LMGTE Am  | #98 Aston Martin Racing     | 1:58,356 | +17,609 | 15      |
| 16     | LMGTE Am  | #90 TF Sport                | 1:58,799 | +18,052 | 16      |
| 17     | LMGTE Am  | #62 Red River Sport         | 1:58,868 | +18,121 | 17      |
| 18     | LMGTE Am  | #56 Team Project 1          | 1:58,896 | +18,149 | 18      |
| 19     | LMGTE Am  | #54 AF Corse                | 1:58,960 | +18,213 | 19      |
| 20     | LMGTE Am  | #57 Team Project 1          | 1:59,039 | +18,292 | 20      |
| 21     | LMGTE Am  | #83 AF Corse                | 1:59,349 | +18,602 | 21      |
| 22     | LMGTE Am  | #88 Dempsey - Proton Racing | 1:59,424 | +18,677 | 22      |
| 23     | LMGTE Am  | #86 Gulf Racing             | 1:59,553 | +18,806 | 23      |
| 24     | LMGTE Am  | #77 Dempsey - Proton Racing | 1:59,665 | +18,918 | 24      |
| Źródła |           |                             |          |         |         |

## Wyścig

### Wyniki
Minimum do bycia sklasyfikowanym (70 procent dystansu pokonanego przez zwycięzców wyścigu) wyniosło 184 okrążenia. Zwycięzcy klas są oznaczeni pogrubieniem.
| Poz. | Klasa     | Zespół                      | Kierowcy                                                 | Samochód                 | Opony | Okr. | Czas/Strata   |
| ---- | --------- | --------------------------- | -------------------------------------------------------- | ------------------------ | ----- | ---- | ------------- |
| 1    | LMP1      | #7 Toyota Gazoo Racing      | Mike Conway Kamui Kobayashi José María López             | Toyota TS050 Hybrid      | M     | 263  | 8:00:13,867   |
| 2    | LMP1      | #8 Toyota Gazoo Racing      | Sébastien Buemi Kazuki Nakajima Brendon Hartley          | Toyota TS050 Hybrid      | M     | 263  | +1:04,594     |
| 3    | LMP2      | #37 Jackie Chan DC Racing   | Ho-Pin Tung Gabriel Aubry Will Stevens                   | Oreca 07                 | G     | 247  | +16 okrążeń   |
| 4    | LMP2      | #38 JOTA                    | Roberto González António Félix da Costa Anthony Davidson | Oreca 07                 | G     | 247  | +16 okrążeń   |
| 5    | LMP2      | #29 Racing Team Nederland   | Frits van Eerd Giedo van der Garde Nyck de Vries         | Oreca 07                 | M     | 247  | +16 okrążeń   |
| 6    | LMP2      | #22 United Autosports       | Philip Hanson Filipe Albuquerque Paul di Resta           | Oreca 07                 | M     | 247  | +16 okrążeń   |
| 7    | LMP2      | #36 Signatech Alpine ELF    | Thomas Laurent André Negrão Pierre Ragues                | Alpine A470              | M     | 246  | +17 okrążeń   |
| 8    | LMGTE Pro | #92 Porsche GT Team         | Michael Christensen Kévin Estre                          | Porsche 911 RSR-19       | M     | 235  | +28 okrążeń   |
| 9    | LMGTE Pro | #91 Porsche GT Team         | Gianmaria Bruni Richard Lietz                            | Porsche 911 RSR-19       | M     | 235  | +28 okrążeń   |
| 10   | LMGTE Pro | #71 AF Corse                | Davide Rigon Miguel Molina                               | Ferrari 488 GTE Evo      | M     | 235  | +28 okrążeń   |
| 11   | LMGTE Pro | #97 Aston Martin Racing     | Richard Westbrook Maxime Martin                          | Aston Martin Vantage AMR | M     | 234  | +29 okrążeń   |
| 12   | LMGTE Pro | #95 Aston Martin Racing     | Marco Sørensen Nicki Thiim                               | Aston Martin Vantage AMR | M     | 233  | +30 okrążeń   |
| 13   | LMGTE Am  | #56 Team Project 1          | Egidio Perfetti Larry ten Voorde Jörg Bergmeister        | Porsche 911 RSR          | M     | 232  | +31 okrążeń   |
| 14   | LMGTE Am  | #83 AF Corse                | François Perrodo Emmanuel Collard Nicklas Nielsen        | Ferrari 488 GTE Evo      | M     | 232  | +31 okrążeń   |
| 15   | LMGTE Am  | #88 Dempsey - Proton Racing | Chalid al-Kubajsi Jaxon Evans Marco Holzer               | Porsche 911 RSR          | M     | 232  | +31 okrążeń   |
| 16   | LMGTE Am  | #54 AF Corse                | Thomas Flohr Francesco Castellacci Giancarlo Fisichella  | Ferrari 488 GTE Evo      | M     | 232  | +31 okrążeń   |
| 17   | LMGTE Am  | #86 Gulf Racing             | Michael Wainwright Alessio Picariello Benjamin Barker    | Porsche 911 RSR          | M     | 232  | +31 okrążeń   |
| 18   | LMGTE Am  | #57 Team Project 1          | Ben Keating Dylan Pereira Jeroen Bleekemolen             | Porsche 911 RSR          | M     | 231  | +32 okrążenia |
| 19   | LMGTE Pro | #51 AF Corse                | James Calado Daniel Serra                                | Ferrari 488 GTE Evo      | M     | 231  | +32 okrążenia |
| 20   | LMGTE Am  | #77 Dempsey - Proton Racing | Christian Ried Riccardo Pera Dennis Olsen                | Porsche 911 RSR          | M     | 231  | +32 okrążenia |
| 21   | LMGTE Am  | #90 TF Sport                | Salih Yoluç Charles Eastwood Jonathan Adam               | Aston Martin Vantage AMR | M     | 231  | +32 okrążenia |
| 22   | LMGTE Am  | #98 Aston Martin Racing     | Paul Dalla Lana Pedro Lamy Ross Gunn                     | Aston Martin Vantage AMR | M     | 231  | +32 okrążenia |
| 23   | LMGTE Am  | #62 Red River Sport         | Bonamy Grimes Kei Cozzolino Colin Noble                  | Ferrari 488 GTE Evo      | M     | 231  | +32 okrążenia |
| 24   | LMP2      | #47 Cetilar Racing          | Roberto Lacorte Andrea Belicchi Giorgio Sernagiotto      | Dallara P217             | M     | 231  | +32 okrążenia |

### Statystyki

#### Najszybsze okrążenie
| Klasa     | Kierowca               | Zespół                      | Czas     | Okr. |
| --------- | ---------------------- | --------------------------- | -------- | ---- |
| LMP1      | Kamui Kobayashi        | #7 Toyota Gazoo Racing      | 1:42,637 | 203  |
| LMP2      | António Félix da Costa | #38 JOTA                    | 1:48,801 | 209  |
| LMGTE Pro | Richard Lietz          | #91 Porsche GT Team         | 1:57,169 | 179  |
| LMGTE Am  | Jaxon Evans            | #88 Dempsey - Proton Racing | 1:57,430 | 126  |
| Źródło    |                        |                             |          |      |